# インスリン製剤
インスリン製剤（インスリンせいざい）とは、膵臓から分泌される血糖降下作用を持つペプチドであるインスリンを製剤化したものである。黎明期にはウシやブタのインスリンが、日本では魚類やクジラ由来のインスリンが用いられたが1970年代終盤よりヒトインスリンが用いられる様になった。更に1990年代後半からは、アミノ酸を改変した超速効型または持効型インスリンが上市された。
一般的な副作用は、低血糖である。その他の副作用としては、注射部位の痛みや皮膚の変化、血中カリウム低下、アレルギー反応などが考えられる。妊娠中の使用は、胎児には比較的安全とされる。
インスリンは、1922年にチャールズ・ベストとフレデリック・バンティングによってカナダで初めて薬として使用された。プロタミンインスリンは1936年に、NPHインスリンは1946年に初めて作られた。世界保健機関（WHO）の必須医薬品リストに掲載されている。

## ヒトインスリン
速効型インスリン（そっこうがたインスリン）またはレギュラーインスリン（Regular insulin；R）は、短時間作用型インスリンの一種である。1型糖尿病、2型糖尿病、妊娠糖尿病、糖尿病性ケトアシドーシスや高浸透圧高血糖症候群等の糖尿病合併症の治療に使用される。また、グルコースと共に、高カリウム血症の治療にも使用される。通常、皮下注射で投与されるが、静脈や筋肉に注射して使用される事もある。効果の発現は通常30分後で、通常8時間持続する。
中間型インスリン（ちゅうかんがたインスリン、Neutral Protamine Hagedorn insulin，NPHインスリン、中性プロタミンハーゲドンインスリン；N）は、イソフェンインスリン（Isophane insulin）とも呼ばれる中時間作用型インスリンであり、糖尿病患者の血糖値コントロールを助ける為に投与される。1日1～2回、皮下注射で使用する。効果は通常90分以内に現れ、10～16時間程度持続する。
速効型インスリンと中間型インスリンが混合された製剤も存在する。
ヒトインスリン製剤にはフェノールが含まれ六量体（弛緩(relaxed)形態；R6）と結合しているが、注射後にフェノールが解離して緊張(tense)形態の六量体（T6）に変化し、徐々に二量体に分離して更に単量体となり血中に放出される。

## インスリンアナログ
インスリンアナログとは、インスリンと同じ生理作用をもちながら薬物動態を改善した医薬品であり、インスリンの構造を人工的に変更したものである（アナログは「似せたもの」を意味する）。
糖尿病の治療に従来使われていた速効型インスリン（レギュラーインスリン）や中間型インスリン（NPHインスリン）は皮下注射後30分経たないと血中のインスリン濃度が上昇しない。このタイムラグの理由は、これらのヒトインスリン製剤が溶媒内で互いに結合し六量体を形成する為、単量体に解離し血中に入るまで時間がかかるからである。そして、この六量体形成の原因はインスリン分子の28-29番目のアミノ酸にある。 これは患者にとって大きな問題である。自分がいつ食事をとるか予測して30分前に注射するのは社会生活上容易ではない上、インスリンを注射したら30分後に食事をとらなければ低血糖症に陥る危険性があるからである。注射直後に食べてよい超速効型インスリン（ちょうそっこうがたインスリン、Q）は糖尿病患者のライフスタイルに柔軟性をもたらした。
また強化インスリン療法で就寝前に中間型インスリンを注射した場合など、2時間後に効果がピークとなる為、深夜に低血糖になったり、軽度の低血糖からの翌朝の高血糖（ソモジー効果）を引き起こすことがある。逆に就寝中にインスリン不足が起こると、拮抗ホルモンにより翌朝、高血糖となるケースもある（暁現象）。これらを回避する方法としてインスリンポンプで微量のインスリンを少量ずつ時刻ごとに用量を変えながら注射するCSII（continuous subcutaneous insulin infusion）があるが、高価であり皮下注射で代用したいと考えられてきた。その為、ピークがなく24時間以上安定してゆっくり少しずつ効く持効型インスリン（じこうがたインスリン）が求められていた。

## 効能・効果
速効型インスリンまたは中間型インスリン製剤は、従来より糖尿病の長期管理に使用されてきた他、糖尿病性ケトアシドーシスや高浸透圧高血糖症候群という2つの糖尿病性緊急症に対する治療法として選択され得るが、2022年時点では、長期管理には持効型製剤が、緊急症の治療には超速効型製剤が適していると思われる。また、高カリウム血症の患者のカリウム値を下げる目的でブドウ糖と併用する事もある。

## 製剤の種類
1型糖尿病患者の薬物療法における唯一の方法と見られている。インスリンはタンパク質で消化管内で速やかに分解される為、経口投与は不可能であり、皮下注射により投与される。インスリン製剤は、作用発現時間、作用持続時間、原料となる動物種（牛、豚、魚、人）によって分類されている。組み換えDNA技術によってヒト型インスリンが開発されてからはヒト型を用いるのが一般的である。ヒト型インスリン は大腸菌や酵母菌にヒトインスリン遺伝子を導入して生産している。

### 作用時間による製剤の分類
インスリン製剤は作用発現時間や作用持続時間によって超速効型、速効型、中間型、混合型、持効型、超持効型に分類される。持続型 （ultralente, U）も存在したが、2000年代半ばまでで使われなくなった。インスリン製剤は使い捨てのペン型製剤とカートリッジ製剤、バイアル製剤がある。本項ではインスリンアナログも併せて記載する。
超速効型インスリン製剤
| 一般名                | 発現時間(min) | 最大作用時間(hr) | 持続時間(hr) |
| --------------------- | ------------- | ---------------- | ------------ |
| インスリン アスパルト | 10〜20        | 1〜3             | 3〜5         |
| インスリン リスプロ   | 〜15          | 0.5〜1.5         | 3〜5         |
| インスリン グルリジン | 〜15          | 0.5〜1.5         | 3〜5         |
これらは皮下注射時単量体のままであり血中に入るまでの時間が短く、皮下注射後の作用発現が15分以内と非常に早く、最大作用時間が2時間と短いのが特徴である。インスリンの追加分泌の補充に極めて適している。速効型インスリンでは食前30分に皮下注射する必要があったが、30分後に食事を確実に取るというのは日常生活の中では難しかった。超速効型インスリン製剤は食事を取る直前にインスリン製剤を打てば良いという点で非常に扱い易くなりコンプライアンス（治療が実施される確実さ）が上昇すると言われており、実際にレギュラーインスリンと比べて血糖コントロールが向上するという確かな研究結果（エビデンス）が報告されている。推奨された使用法ではないが、体調が悪くて十分食事を取れそうにない時、食事後に通常量の半量摂取できたと思えばインスリンも半量食後に投与する、といった方法も可能である。
作用時間が短い為、各食前1日3回の投与では食前に高血糖となる可能性があり、中間型インスリンを朝と夕に投与したり、持効型溶解を朝または就寝前に投与する事が多い。
速効型インスリンは六量体形成となって凝集する傾向があり、六量体から単量体への分離が吸収の過程で律速段階となっていた。超速効型インスリンは、新しい遺伝子組換え技術を利用して、アミノ酸配列を変更し、六量体形成を起こし難くしたインスリンアナログである。
インスリン リスプロ（Insulin Lispro）、インスリン アスパルト（Insulin Aspart）、インスリン グルリジン（Insulin Glulisine）がよく知られている。臨床的特徴としては、三者には殆ど差がない。
リスプロとアスパルトについてはプロタミンとの混合型製剤（一部中間型化）も上市されている。
また、リスプロとアスパルトについては効き始める迄の時間をより短縮した製剤が開発され市販されている。
速効型インスリン製剤
|     | 発現時間(hr) | 最大作用時間(hr) | 持続時間(hr) |
| --- | ------------ | ---------------- | ------------ |
| N社 | 0.5          | 1〜3             | 8            |
| L社 | 0.5〜1       | 1〜3             | 5〜7         |
速効性インスリンは投与後30分～1時間で効き始め、1～3時間で作用が最大となり、5～8時間効果が持続する。
構造的に内因性インスリンと同一であるが、安定性の為に亜鉛イオンが付加されている。六量体形成傾向により内因性インスリンと比べ作用発現が遅くなっている。皮下注射のほかに筋肉注射や静脈内注射が可能である。
食前30分の投与によって、食事による血糖値の上昇を抑える。
混合型インスリン製剤
|     | 発現時間(hr) | 最大作用時間(hr) | 持続時間(hr) |
| --- | ------------ | ---------------- | ------------ |
| N社 | 0.5          | 2〜8             | 24           |
| L社 | 0.5〜1       | 2〜12            | 18〜24       |
上記の速効型と下記の中間型を10%から50%の割合で混ぜた混合型インスリン製剤である。比較的立ち上がりが早く持続時間が長いとされる。
中間型インスリン製剤
|     | 発現時間(hr) | 最大作用時間(hr) | 持続時間(hr) |
| --- | ------------ | ---------------- | ------------ |
| N社 | 1.5          | 4〜12            | 24           |
| L社 | 1〜3         | 8〜10            | 18〜24       |
NPHインスリンは白濁しており、投与後徐々に溶解して30分～3時間で作用が発現する。ピークは2～12時間で、持続時間は18～24時間程度と、製剤により異なる。作用時間は中程度で、通常のインスリン（速効型）よりも長く、持効型インスリンよりも短い。
インスリンの基礎分泌の補充としては以前は主流であったが、思わぬ時間帯に効果のピークが出現して低血糖を起こす頻度が多く、基礎インスリンとしての役割は持効型製剤に譲り渡された。
持効型溶解インスリン製剤
- インスリン デグルデク（degludec）：ノボ ノルディスク社により開発された製剤で、2012年9月7日付で承認された。商品名はトレシーバ。ヒトインスリンのB鎖30位のスレオニン残基を削除し、B鎖29位のリジン残基にγ-グルタミン酸を介してヘキサデカン二酸を結合させた構造を有している。本注射後速やかに可溶性マルチヘキサマーを形成し、そこから持続的かつ緩徐に血中に吸収されるとされている。下記のグラルギンに比べ、夜間低血糖および重症低血糖の発現率が低いといわれている。また、作用持続時間は42時間を超える。2015年8月時点で、持効型インスリンとして唯一小児の用法・用量が承認されている。
- インスリン グラルギン（glargine）：旧ヘキスト社（現サノフィ）が開発し、日本でも2003年に商品名ランタスとして薬価収載されている。インスリンA鎖21位のアスパラギンをグリシンに置換し、B鎖C末端に2個のアルギニンを追加してある。酸性pH4では水溶性であるが、注射後中性に近い体内では微結晶になり、ゆっくりと溶解して血中に移行していく。その為5時間後から安定した血中濃度となり、以後24時間以上一定濃度を維持する。
  - 注入器（オプチペンプロ1）の破損による過量投与の問題から、旧タイプ注入器の回収と新タイプ（オプチクリック）への切り替えが行われた。2006年5月ランタスの新規導入が厚生労働省通達により停止した。2008年現在は処方されている。またその後、使い捨て容器のランタスソロスターも上市された。

- インスリン デテミル（detemir）：ノボ ノルディスク社製の製剤で日本では2007年10月19日で承認を厚生労働省より取得した。商品名レベミル。B鎖30位のスレオニンを削除し、B鎖29位のリシンに脂肪酸のミリスチン酸を付加している。作用持続時間はグラルギンより短く、18時間程度とする見方もある。

超持効型溶解インスリン製剤
- インスリン イコデク（icodec）：ノボ ノルディスク社により開発された製剤で、2024年6月24日付で承認された。商品名はアウィクリ。ヒトインスリンのB鎖30位のスレオニン残基を削除し、3ヶ所のアミノ酸を置換（A鎖：Y14E，B鎖：Y16H，F25H）し、B鎖29位のリジン残基にiPEG類似構造+グルタミン酸+イコサン二酸を結合させた構造を有している。半減期は約164時間（6.8日）で、週1回投与が可能であるが、低血糖が起こりやすい。

### 販売名命名の取扱い
2014年（平成26年）7月10日、日本の厚生労働省は、注射剤について配合剤である事に気付かず重複して投与する恐れを防ぐ為の対策として通知を発行した。
- インスリンのバイアル製剤は、「ブランド名」＋「製剤組成の情報」＋「剤型」＋「規格（濃度）」 とする（例：ノボラピッド注100単位/mL）
  - 製剤の性状R（速効型）あるいはN（中間型）を表示し、混合物ではRの割合を表示する（ただし異なる性状の製剤がない場合は省略可）
  - 剤型は注とし、2種類以上の有効成分を含有する場合は、配合注とする
  - インスリンのバイアル製剤で有効成分が1種類の場合は、規格（濃度）の数字のみでなく「単位/mL」を入れる
- インスリンのカートリッジ製剤・キット製剤は、「ブランド名」＋「製剤組成の情報」＋「剤型」＋「容器の情報」 とする
  - 製剤の性状R（速効型）あるいはN（中間型）を表示し、混合物ではRの割合を表示する（ただし異なる性状の製剤がない場合は省略可）（例：ヒューマログミックス50注カート／ ヒューマログミックス50注ミリオペン）
  - 剤型は注とし、2種類以上の有効成分を含有する場合は、配合注とする
  - 規格（濃度）は、直接の容器等への記載事項とする
  - カートリッジ製剤かキット製剤かを区別する情報を加える

### 投与方法
インスリン注入には2通りの方法がある。日本ではペン型注射器を使用するのが一般的だが、米国においては日本よりもインスリンポンプの普及が遥かに進んでいる。ファイザー社が発売した吸入インスリンは、2007年秋に「市場規模が少ない」事を理由に発売休止となった。

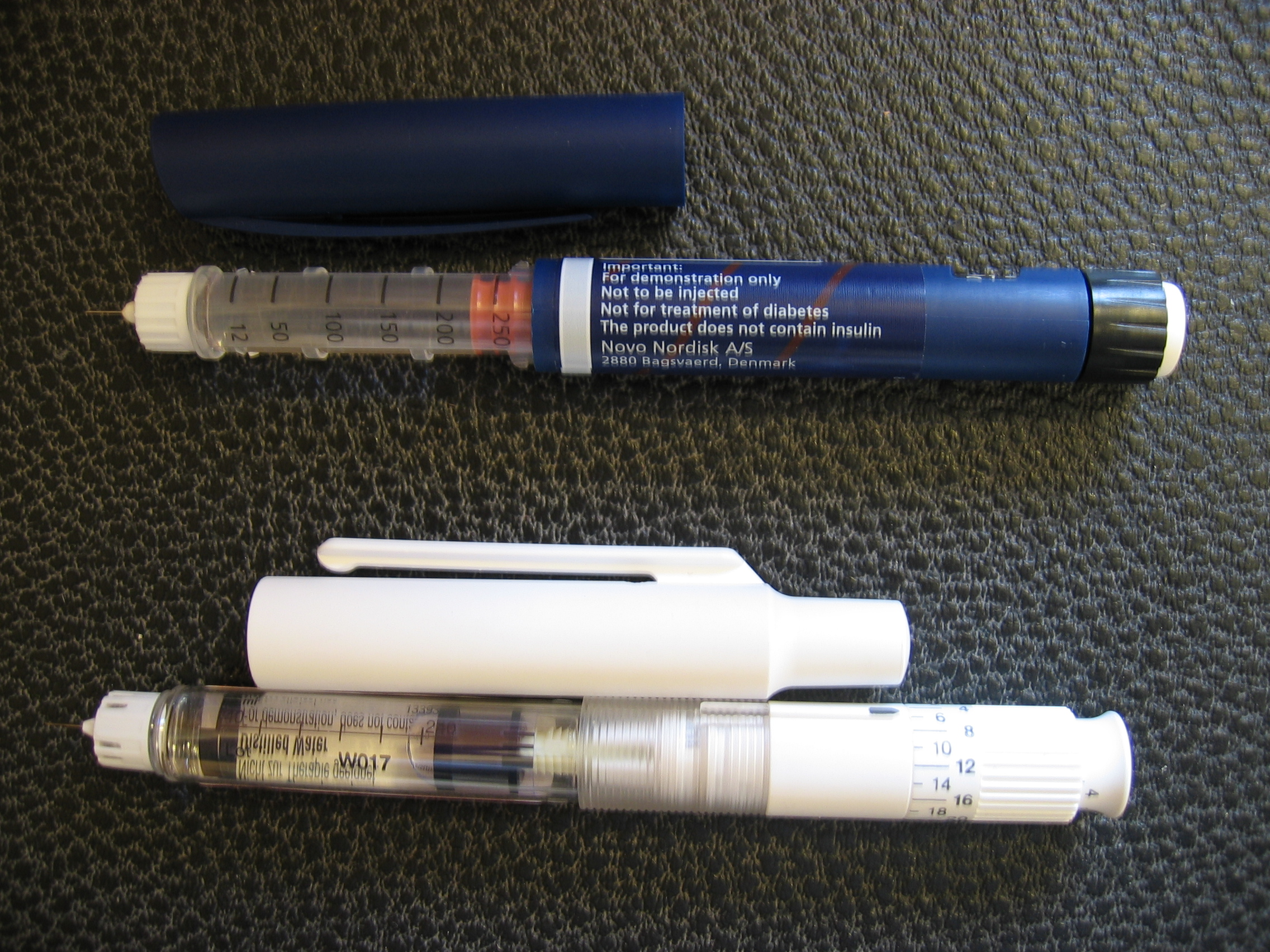
インスリンのペン型注射器

- ペン型注射器
  - カートリッジ交換式
  - ディスポーザブル（使い切ったら廃棄）

ペン型注射器を用いて、1日数回の皮下注射によってインスリン注入を行う。
- インスリンポンプ

コンピューター制御で自動的にインスリンを注入する機械で、膵臓に似せたインスリンの注入スケジュール・プログラムを入力できるものである。これによる治療をインスリン持続皮下注療法という。インスリンポンプを使うと、針は刺しっぱなしでよく、針の刺し換えは 3日に1回程度で済む。短所としては、生体の膵臓は体調に合わせてインスリンを分泌するが、インスリンポンプはプログラムに合わせて人間の生活を管理しなければならないという事、また機械が故障すると糖尿病性ケトアシドーシスが発生する可能を考慮し、患者はペン型注射器を予備として常備しておく必要がある事である（参考：2007年現在、米国の某会社のインスリンポンプは血糖値を測定しつつリアルタイムにコンピューター処理し、現在の適正なインスリン注入量を投与する技術レベルにまで達している。日本では厚生労働省の認可に時間がかかる為、最新機種よりも常に2〜3世代古いインスリンポンプの輸入販売が行われ続けているのが現状である。2015年時点、日本では、2007年には既に米国にあった血糖値をリアルタイムで測る事ができるインスリンポンプを導入している。)
- 吸入型インスリン

2006年1月26日にファイザー社が米国食品医薬品局（FDA）の承認を受けたのが初めてである。しかし、ファイザーは市場規模が少ない事を理由に2007年10月に吸入インスリンの発売停止を発表した。ノボ社は2008年1月14日に、イーライリリー社も、2008年3月7日に開発取り止めを発表、同じく安全性よりも市場の動向を配慮した。

## 性状
速効型インスリンはヒトインスリンに亜鉛を加えて六量体化させた澄明な製剤である。
NPHインスリンは速効型インスリンにプロタミンと亜鉛を加えて結晶化させた製剤であり、白濁している。
その他の超速効型、持効型インスリンも澄明であるが、プロタミンとの混合製剤（中間型化）は白濁している。

## 剤形
自己注射デバイスには、下記の剤形がある。
- ペン型注入器：薬剤が充填されたディスポーザブル型（使い切り型）の製剤。製薬会社により「フレックスタッチ」、「ミリオペン」、「ソロスター」等と呼称される[23]。ペン型でない物もある。
- カート：カートリッジ交換式のペン型注入器に装填するカートリッジ製剤[24]。
- バイアル製剤[25]。

## 製剤濃度

### 単位
1923年に国際連盟保健機構（WHOの前身組織）の標準化委員会は、インスリンの1単位（unit：U）を「健康な体重約 2Kg のウサギを24時間絶食状態にし、そのウサギにインスリンを注射して、3時間以内に痙攣を起こすレベル（血糖値:約45mg/dL）にまで血糖値を下げ得る最小の量」と定義した。その後1924年に臨床使用されていたインスリン粉末の実際の力価が調査され、1925年にインスリン乾燥粉末1mgが8単位（international unit：IU）であると再定義された。

### 製剤濃度
製剤には当初40IU/mLや100IU/mL等の様々な濃度の製剤が存在したが:240、2003年にインスリン製剤の濃度が100IU/mLに統一された。それ以来、インスリンアナログ製剤の濃度も100IU/mLであったが、2015年7月、サノフィは製剤特性の改善を理由として300IU/mLの製剤の承認を取得した。

## 副作用
副作用として、低血糖、注射部位の皮膚反応、血中カリウム低下、アナフィラキシーショック（呼吸困難、血圧低下、頻脈、発汗、全身の発疹等）、血管神経性浮腫等が考えられる。

## 臨床応用
インスリンを用いた血糖管理、糖尿病の治療をインスリン療法という。インスリン療法としては強化インスリン療法とその他の治療法に分けられる。まずはインスリンの適応があるかどうかを判断する。

### インスリンの適応
- インスリン療法の絶対的適応
  - インスリン依存状態である時
  - 糖尿病性昏睡（糖尿病性ケトアシドーシス、高浸透圧高血糖症候群、乳酸アシドーシス）である時
  - 重症の肝障害、腎障害を合併する時
  - 重症感染症、外傷、中等度以上の外科手術（全身麻酔施行例）の時
  - 糖尿病合併妊娠（妊娠糖尿病で食事療法だけでは良好な血糖コントロールが得られない場合も含む）
  - 中心静脈栄養時の血糖コントロール
- インスリン療法の相対的適応
  - インスリン非依存状態の例でも著明な高血糖（例えば、空腹時血糖値250mg/dL以上、随時血糖値350mg/dL以上）を認める場合
  - 経口薬療法では良好な血糖コントロールが得られない場合（SU薬の一次無効[注 1]、二次無効[注 2]）
  - やせ型で栄養状態が低下している場合
  - 糖毒性を積極的に解除する場合

インスリンの適応があると判断したら、患者の状態を把握し、強化インスリン療法を行うのか、それ以外の治療法を行うのかを判断する。インスリン療法の基本は健常者にみられる血中インスリンの変動パターンをインスリン注射によって模倣する事である。健常者のインスリン分泌は基礎インスリン分泌と、食事後のブドウ糖やアミノ酸刺激による追加インスリン分泌からなっている。これをもっともよく再現できるのは強化インスリン療法であるが、手技が煩雑であるのがネックである。今後の糖尿病管理も強化インスリン療法を行うのなら患者教育でも導入する価値はあるが、手術や処置で一時的に経口血糖降下薬を用いられない場合、生活スタイルから強化インスリン療法を行うのが不可能な場合はその他の療法が選択される。

### インスリン療法での注意点
全ての加療で言える事であるが、自然治癒でない加療である以上は性状に合わせたコントロールを外れると副作用が発生するリスクがある。殊にインスリン療法は全身性の血中処方であり個人でのコントロールでの難しさから絶対的適応例では入院による導入が望ましいといわれている。現行では、相対的適応例におけるインスリン療法の開始や経口血糖降下薬からの切り替えの場合は外来で行い、インスリン量の調節の為外来を頻回にする事で対処する事が多い。外来での導入に関しての危険性を評価するには、
- ケトーシスがない事
- 感染症や悪性腫瘍といった高血糖の原因となる他の疾患が存在しない事
- 糖尿病網膜症（特に福田分類でBとなるもの）、腎機能低下といった進行した糖尿病慢性合併症が存在しない事
- 食事療法、インスリン注射、血糖自己測定といった自己管理能力がある事

を確認する事が望ましい。これらに該当するようならば糖尿病専門医がいる施設や教育入院を用いないと外来でのコントロールは危険である。
インスリン療法では注意するべき事がいくつかある。インスリンの皮下注射を自分で行う事、血糖自己測定（SMBG）ができる事、シックデイの対応、低血糖になった際の対応といった問題を克服する必要がある。入院中は看護師の管理によって教育が不十分でも管理可能だが、退院前にこれらができないと事故につながりかねない。
特に気をつけるのは低血糖である。低血糖発作は初期ならばブドウ糖を摂取する事で改善できるが、低血糖になったからという事で次の投与のインスリンを自己判断で止める場合が多い。低血糖が起こった場合は責任インスリンの量を調節し、再発を予防する。
インスリンの調節中、「ソモジー効果」という現象に出会う事がある。これはインスリン量が過剰である為に低血糖が起こり、その反動としてインスリン以外のホルモンが分泌される事で血糖値が上昇する（血糖値を下げるホルモンはインスリン以外存在しない）。早朝に高血糖となる事が多い。インスリンを増量すると重篤な低血糖発作が発生する。夜中に高血糖発作が起こる前の時間の血糖値を測定すれば判明する。このころに低血糖になっていれば、それはソモジー効果である可能性が高い。
インスリン療法を開始すると膵機能が回復してくる事がある。この目安はインスリン必要量の低下によって判断する。この場合はインスリン療法を中止できる事もある。
αGIのような経口血糖降下薬の中にはインスリンと併用できるものもある。SU剤で二次無効となった時、内服薬を中止せずに就寝前にNを投与する事で糖毒性が解除され、SU薬の効果が再び現れる事もある。

### インスリン療法の実際

#### 1型糖尿病
インスリンの生理的分泌パターンを模した、基礎インスリン補充+強化インスリン療法が基本となる。
1日1回の持効型インスリンもしくは1日1～2回の中間型インスリンに、毎食前の超速効型もしくは速効型インスリンを併用する。あるいはCGM（continuous glucose monitoring）を用いたインスリンポンプ療法（CSII）も使用可能である。
強化インスリン療法は、細小血管症および大血管症の抑止に有効である。
強化インスリン療法（Basal-Bolus法）
現在、1型糖尿病で主に採用されているインスリン療法で、最初に選択される治療法である。血糖自己測定（SMBG）を併用したインスリンの頻回注射が原則的に選択される。コントロール不良の場合や、妊婦、小児〜思春期の1型糖尿病には、持続皮下インスリン注入（CSII）を採用する。
インスリン頻回注射は、医師の指示に従い、患者自身がインスリン注射量を決められた範囲で調節しながら、良好な血糖コントロールを目指す方法である。基本的には食事をしている患者では、各食前、就寝前の一日四回血糖を測定し、各食前に超速効型インスリンを就寝前に持効型インスリンの一日四回を皮下注にて始める。オーソドックスなやり方としては各回3〜4単位程度、一日12〜16単位から始める。量を調節する場合は2単位程度までの変更に留めた方が安全である。
持続皮下インスリン注入は、超速効型インスリンを24時間通じて注入する携帯型の小型機器を用いる。持続型インスリンよりも遥かに血糖値変動を予測しやすい超速効型インスリンを用いる事ができ、用量の微調整も可能で正確である。世界で2億人以上が糖尿病と診断され、およそ100万人がインスリンポンプを使用していて世界的に増加傾向にあり、殆どは1型糖尿病患者だが、2型糖尿病患者も含まれる。日本においては、まだ認知度は低く、普及率も低いのが現状である。

#### 2型糖尿病
軽症例では持効型もしくは中間型インスリン1回注射、あるいは混合型インスリンの朝夕2回注射のみでも有効であり得るが、中等症以上では強化インスリン療法も実施すべきである。
基礎インスリン分泌が保たれているような患者では、超速効型（または速効型）インスリンを食事前に注射する事で強化インスリン療法に準じた治療を行う事が出来る。また頻回のインスリン注射が困難な患者や強化インスリン療法が適応とならない患者（ほとんどが相対的適応）では混合型または中間型の一日1回〜2回投与という方法もある。このような投与法でもインスリン量は0.2単位/kgにて開始し、0.5単位/kgまで増量可能である。中間型を2回打ちする場合は朝:夕を2:1または3:2の比率とする事が多い。中間型インスリンが一日10単位以上の場合は一日二回と分ける事が多い。
持効型溶解インスリンアナログ一日一回法（Basal Supported Oral Therapy；BOT）
初期投与量としては0.1単位/kg/dayにて開始する。経口薬を併用する事が多い。食前血糖値で効果判定を行う。
| 体重  | 単位の計算値 | 処方例 | 朝食前 | 昼食前 | 夕食前 | 就寝前 |
| ----- | ------------ | ------ | ------ | ------ | ------ | ------ |
| 50 kg | 5単位        | 5単位  | 0      | 0      | 0      | 5      |
| 60 kg | 6単位        | 6単位  | 0      | 0      | 0      | 6      |
| 70 kg | 7単位        | 7単位  | 0      | 0      | 0      | 7      |
空腹時血糖80mg/dL以下ならば2単位の減量を検討、空腹時血糖130mg/dL以上ならば2単位の増量を検討する。
二相性／混合インスリンアナログ一日二回法
初期投与量としては0.2単位/kg/dayにて開始する。経口薬を併用する事が多い。
| 体重  | 単位の計算値 | 処方例 | 朝食直前 | 昼食直前 | 夕食直前 | 就寝前 |
| ----- | ------------ | ------ | -------- | -------- | -------- | ------ |
| 50 kg | 10単位       | 10単位 | 6        | 0        | 4        | 0      |
| 60 kg | 12単位       | 12単位 | 8        | 0        | 4        | 0      |
| 70 kg | 14単位       | 14単位 | 10       | 0        | 4        | 0      |
追加インスリン療法
毎食前に超速効型インスリンで追加分泌分を補う。
| 体重  | 単位の計算値 | 処方例 | 朝食直前 | 昼食直前 | 夕食直前 | 就寝前 |
| ----- | ------------ | ------ | -------- | -------- | -------- | ------ |
| 50 kg | 9単位        | 9単位  | 3        | 3        | 3        | 0      |
| 60 kg | 12単位       | 12単位 | 4        | 4        | 4        | 0      |
| 70 kg | 15単位       | 15単位 | 5        | 5        | 5        | 0      |
ステロイド糖尿病におけるインスリン療法
ステロイドの血糖上昇作用は投与後2〜3時間で発現し5〜8時間で最大に達する。すなわち空腹時血糖は正常であっても午後から夜にかけて高血糖になり易い。食後血糖が250〜300mg/dLに達した場合はインスリン療法を行う場合が多い。なお経口薬でも血糖コントロールは可能である。もともとインスリンを用いている場合はPSL 5mgにつきインスリン2〜4単位の増量が必要となる場合が多い。インスリンを用いていない糖尿病患者の場合はPSL 20mg/dayで12〜18単位/day、PSL 40mg/dayで26〜32単位/dayが最終投与量となる場合が多い。また非糖尿病患者の場合は0.2単位/kg/dayでインスリン療法を開始する。ステロイドパルス療法では血糖が400mg/dL程度まで急激に上昇する為、一時的にスライディングスケールを用いる事が多い。

#### 後ろ向き用量調節（責任インスリン方式、アルゴリズム法）
血糖値に影響する急性疾患の合併がなく、安定した糖尿病に用いられている方法。測定された血糖値に最も影響を与えるインスリンを責任インスリンと呼び、超速効型インスリンを毎食前に注射している場合、食前に注射したインスリンが次食前の血糖値に対する責任インスリンである。ある日の昼前の血糖値が通常より高ければ、翌日に朝食を取る前に超速効型インスリン量を増やす。夜間血糖値については持効型インスリンが責任インスリンとなる。食事の内容や運動量によって血糖値が変動するので注意が必要になる。超速効型と持効型を用いる場合には、旧来のR/Nに比べて食前低血糖の危険が比較的低い。
R/Nを用いる場合には、朝食前のRは昼食前の血糖を下げ、昼食前のRは夕食前の血糖を下げ、夕食前のRは就寝前の血糖を下げ、就寝前のNは朝食前の血糖を下げると考える。

#### 前向き用量調節（スライディングスケール法）
あらかじめ、病気の状態、血糖値の変動パターン、体重あたりのインスリンの必要量から医師が作成する目安表で、患者自身が4〜8時間ごとに血糖自己測定し、このスライディングスケールに従ったインスリン量を注射する方法。
手術前後、感染症、他の急性疾患で入院している時には、異常事態に適した調節方法であるとされている。

#### インスリンスライディングスケール
各食前の血糖値に基づいてその時に打つインスリンを決定する方法であり、血糖値の変動が激しくなり易い。本来は食事摂取できない糖尿病患者の血糖コントロールで用いられたプロトコルである。以下に一例を示す。
| 血糖値（mg/dL） | 処置                                       |
| --------------- | ------------------------------------------ |
| <70             | 50%ブドウ糖20mL静注、またはブドウ糖10g内服 |
| 70〜150         | stay                                       |
| 150〜200        | Q4単位皮下注                               |
| 200〜250        | Q6単位皮下注                               |
| 250〜300        | Q8単位皮下注                               |
| 300〜350        | Q10単位皮下注                              |
| 350〜400        | Q12単位皮下注                              |

| 体重  | 単位の計算値 | 処方例 | 朝食前R | 昼食前R | 夕食前R | 就寝前N |
| ----- | ------------ | ------ | ------- | ------- | ------- | ------- |
| 50 kg | 25単位       | 24単位 | 6       | 6       | 6       | 6       |
| 60 kg | 30単位       | 32単位 | 8       | 8       | 8       | 8       |
| 70 kg | 35単位       | 36単位 | 9       | 9       | 9       | 9       |

| 体重  | 単位の計算値 | 処方例 | 朝食前R | 昼食前R | 夕食前R | 就寝前N |
| ----- | ------------ | ------ | ------- | ------- | ------- | ------- |
| 50 kg | 10単位       | 11単位 | 3       | 3       | 3       | 2       |
| 60 kg | 12単位       | 12単位 | 3       | 3       | 3       | 3       |
| 70 kg | 14単位       | 16単位 | 4       | 4       | 4       | 4       |

#### 経口血糖降下薬からインスリン療法への移行
インスリン療法に切り替える症例では経口血糖降下薬を使用している場合が多い。経口薬を併用する事で血糖値が改善し、インスリン使用量を減らせるというデータもある。経口薬の併用で低血糖の発生を減らせるとの意見もある。経口薬を1錠だけ残し、インスリン導入をしている例が非専門医の場合は多い。

#### インスリン静注
食事をしないIVHの患者では高カロリー輸液にQやRを混ぜる事もある。この場合はグルコース10gにつきR1単位から始めて血糖を測定から至適量を決めていく。注意として速効型インスリン以外の静注は禁止である。

#### 持続皮下インスリン注入療法（CSII）
速効型インスリンまたは超速効型インスリンの皮下持続投与によってインスリンの血中濃度を一定に保ち低血糖や高血糖のリスクを軽減する治療である。大まかの治療目標を以下にまとめる。（）は緩めの目標である。
| 時間      | 血糖値（mg/dL） |
| --------- | --------------- |
| 食前      | 80〜110（130）  |
| 食後2時間 | 180（200）以下  |
| 就寝前    | 100〜140        |
| 午前3時   | 90以上          |

CSIIでは強化インスリン療法（4回打ち）の時のインスリンの60〜80%のインスリン量でコントロールできる場合が多い。基礎注入量と食前静注量を決定する。基礎注入量が全体の40〜50%を占め、残りが食前静注となる事が多い。

#### シックデイ
糖尿病患者が治療中に発熱、下痢、嘔吐を来たし、または食思不振により食事が出来ない状態をシックデイという。この場合の対応としては主治医や医療機関に連絡を行い指示を受ける、決して自己中断をせず、水分を摂取して十分に脱水を防ぐ、口当たりがよく消化によいものを摂取して絶食状態にならないようにする、血糖を3-4時間ごとに測定する、可能ならば尿中ケトン体を測定するといった事が原則となる。2型糖尿病で食事が十分に摂取できていれば普段通りにインスリンの投与を行い、食事量が半分ならばインスリンを普段の半分量使用する、ほとんど摂取が不可能ならば血糖値に応じてインスリンスライディングスケールで対応するのが一般的である。1型糖尿病の場合は基礎分泌に相当するインスリン量は変更しないのが原則である。入院の適応を考えるべき状況とは、高熱が2日以上続く時、嘔吐や下痢が続く時、脱水や尿量減少が認められる時、高血糖（350 mg/dL以下にならない）や尿中ケトン体陽性が続く時、高血糖に伴う症状（口渇、多飲、多尿、急激な体重減少、意識障害）が発生した時が挙げられる。これらの状況では、糖尿病性昏睡の治療法に則って行う。

#### 糖尿病緊急症の時のインスリンの使用
糖尿病性ケトアシドーシス（DKA）や非ケトン性高浸透圧性昏睡（HHS）の場合、インスリンを投与する事がある。生理食塩水で500〜1000mL/hrの輸液を開始し、超速効型を10単位静注する。以後は0.1単位/kg/hrにて点滴静注する。血糖が250〜300 mg/dL、HCO3->18、pH>7.3になるまで続ける。インスリン投与にて低カリウム血症となる為カリウムを補充する必要がある。これはインスリンがカリウムを消費する事と糖尿病性緊急症の時はアシドーシスがあるのでカリウムが高めに測定されるという事の二つの理由で説明できる。乳酸アシドーシスの場合も基本的な対応は同様であり、脱水の是正、高血糖を伴う場合は高血糖の是正を行う。
| 欠乏物質 | DKAでの欠乏量 | HHSでの欠乏量 |
| -------- | ------------- | ------------- |
| 総水分   | 4〜6L         | 4〜9L         |
| 水分     | 100mL/kg      | 100〜200mL/kg |
| Na       | 7〜10mEq/kg   | 5〜13mEq/kg   |
| Cl       | 3〜5mEq/kg    | 5〜15mEq/kg   |
| K        | 3〜5mEq/kg    | 4〜6mEq/kg    |
| PO4      | 5〜7mmol/kg   | 3〜7mmol/kg   |
| Mg       | 1〜2mEq/kg    | 1〜2mEq/kg    |
| Ca       | 1〜2mEq/kg    | 1〜2mEq/kg    |

## 歴史
ハンス・クリスチャン・ハーゲドン（1888-1971）とアウグスト・クローグ（1874-1949）は、カナダ・トロントのBanting and Bestからインスリンの権利を取得した。1923年に彼らはNordisk Insulin laboratoriumを設立し、1926年にはAugust Kongstedとともに非営利財団としてデンマーク王室の認可を取得した。
1936年、ハーゲドンとB・ノルマン・イェンセンは、インスリンにカワマスの白子または精液から得たプロタミンを添加すると注射の効果を延長する事を発見した。その後、カナダのトロント大学がプロタミン亜鉛インスリン（PZI）のライセンスを取得し、幾つかのメーカーに供給した。この混合液は注射の前に振るだけでよい。PZIの効果は24〜36時間持続するが不安定であった。

### 年表
- 1922年1月11日、カナダのトロント総合病院で14歳の重症糖尿病患者に「ウシの膵臓抽出液」（インスリンを含む）が注射されるが血糖への効果は僅かであった[35]。
- 1922年1月23日、同患者に再度作成した抽出液を注射した処、血糖は520mg/dLから120mg/dLまで低下し、尿糖はほぼ消失した[36]。これが糖尿病のインスリン初治療例となった。
- 1922年、ブタ膵臓より抽出されたインスリン製剤が使用され始めた[37]。
- 1923年、日本にもブタインスリン製剤が輸入され始めた[37]。
- 1936年、ハーゲドンがインスリンにプロタミンを加えるとインスリンの効果が持続する事を発見した[38]。インスリンとプロタミンの混液は注射の為にpH7にする必要があった[注 3]。
- 1936年、カナダ人のD.M.スコットとA.M.フィッシャーが亜鉛インスリン混合物を調合した[39]。（Protamine Zinc Insulin；PZI）
- 1941-1968年、日本でマグロなどの魚やクジラからインスリンが抽出され市販された[40]。
- 1946年、プロタミンとインスリンの混合物が結晶化された[41]。（Neutral Protamine Hagedorn；NPH）
- 1950年、NPHインスリンが発売された。
- 1953年、持続型亜鉛懸濁インスリンが発売された[26]。

- 1959年、無晶性ブタインスリンと結晶型ウシインスリンを1:3で混合した二相性インスリン製剤が発売された[40][42]。
- 1967年、モノコンポーネント（高純度）インスリンが開発された[26]。
- 1978年、ブタインスリンB鎖C末端のAlaをThrに直接交換する手法によりヒトインスリンが合成された（半合成インスリン）[26][43]。
- 1981年、大腸菌のプラスミドに遺伝子を組み入れてヒトインスリンを生産させる手法によりヒトインスリンが合成された[26][44]。
- 1985年、遺伝子組換えヒトインスリン製剤が日本で承認された。
- 1987年、酵母を用いた組換え遺伝子技術によりヒトインスリンが合成された[26]。
- 1990年代、初のアミノ酸改変インスリンであるX10インスリン[注 4]が細胞増殖活性[注 5]（乳腺腫瘍の発生）により開発中止となった[45][46]。
- 1995年、六量体を形成しない超速効型インスリンが発売された[26]。
- 2000年、効果が24時間概ね安定して継続する持効型インスリン製剤が発売された[47]。
- 2001年、超速効型インスリン製剤が日本で発売開始された[46]。
- 2003年、持効型インスリン製剤が日本で承認された[48]。